# Молчанов Олексій Михайлович
Олексій Михайлович Молчанов (рос. Алексей Михайлович Молчанов; 29 березня 1924, Большиє В'яземи — 3 жовтня 1994) — радянський військовий льотчик, Герой Радянського Союзу (1945), у роки німецько-радянської війни льотчик 569-го штурмового авіаційного полку 199-ї штурмової авіаційної дивізії 4-го штурмового авіаційного корпусу 4-ї повітряної армії 2-го Білоруського фронту, молодший лейтенант.

## Біографія
Народився 29 березня 1924 року в селі Больших В'яземах Одинцовського району Московської області в родині робітника. Росіянин. Член ВКП(б) з 1946 року. Закінчив сім класів неповної середньої школи.
У 1941 році призваний до лав Червоної Армії. Навчався в Армавірській, потім у Тамбовській військово-авіаційній школі льотчиків, яку закінчив у 1944 році. У боях радянсько-німецької війни з серпня 1944 року.
До травня 1945 року молодший лейтенант О. М. Молчанов здійснив 91 бойовий виліт. Завдав ворогові значних втрат у бойовій техніці і живій силі, потопив два малотоннажних судна.
Указом Президії Верховної Ради СРСР від 18 серпня 1945 року за зразкове виконання бойових завдань командування по знищенню живої сили і техніки противника і проявлені при цьому мужність і героїзм молодшому лейтенанту Олексію Михайловичу Молчанову присвоєно звання Героя Радянського Союзу з врученням ордена Леніна і медалі «Золота Зірка» (№ 8649).

Могила Олексія Молчанова

Після закінчення війни продовжував службу у Військово-повітряних силах. З 1974 року полковник О. М. Молчанов — у запасі. Працював інженером Українського управління цивільної авіації. Жив у Києві. Помер 3 жовтня 1994 року. Похований у Києві на Лісовому кладовищі.

## Нагороди
Нагороджений орденом Леніна, орденом Червоного Прапора, трьома орденами Вітчизняної війни 1-го ступеня, орденом Червоної Зірки, медалями.